# Мультипликационные войны, часть II
Мультипликационные войны, часть II (англ. Cartoon Wars Part II) — эпизод 1004 (№ 143) сериала «Южный Парк», его премьера состоялась 12 апреля 2006 года. Является продолжением серии 1003 (№ 142) Мультипликационные войны, часть I.

## Сюжет
Картман добирается до студии FOX в Лос-Анджелесе, где он знакомится с Бартом Симпсоном. План Картмана почти воплощается в жизнь, и директор компании собирается снять эпизод с эфира, но после этого Кайл доезжает автостопом до Лос-Анджелеса и уговаривает директора передумать. В итоге эпизод всё же выходит в эфир, и террористы проводят акт возмездия — запускают в эфир антиамериканский мультфильм (где все американцы «кладут на друг друга каки»), который «гораздо смешнее Гриффинов».

## Цензура
Сцена с участием пророка Мухаммеда была заменена на объявление о том, что канал «Comedy Central» отказался демонстрировать эту сцену (см. Южный парк#Ислам).

## Факты
- В сцене драки между Кайлом и Картманом на стене можно заметить плакат мультфильма «Холодный период» («Cold Age»), что является отсылкой к мультфильму «Ледниковый период», в этой же сцене Кайл и Картман разбивают стекло редакции мультсериала «Царь горы»
- Мультфильм «Гриффины» вновь упоминается в эпизоде «Канада бастует». Когда Стэн предлагает посмотреть американские мультфильмы (вместо старых канадских) и переключает телевизор на «Гриффинов», Картман выключает телевизор со словами «мы до этого не опустимся».
- В сцене выяснения отношений между Картманом и Бартом, Эрик заявляет: «Помню, один раз мне сильно не понравился один парень — я пустил его родителей на чили и скормил ему же». Это отсылка к эпизоду «Скотт Тенорман должен умереть».